# Oostendorper watermolen
De Oostendorper watermolen is een dubbele, door water aangedreven molen met 3 onderslagraderen aan de Buurserbeek ten zuiden van Haaksbergen in Overijssel. Stroomafwaarts gezien op de linkeroever staat de oliemolen met één rad en op de rechteroever staat een korenmolen met twee raderen. De funderingen bestaan uit Bentheimer zandsteen.
De watermolen werd in opdracht van Karel V gebouwd en kwam in 1548 gereed. De Molen werd op 18 september 1548 in gebruik genomen, maar er was een probleem, de kantstenen van de oliemolen waren tijdens transport verdwenen. In 1549 kon de oliemolen in gebruik genomen worden.
Toch was de huidige plek niet zo goed gekozen want de molen had al snel last van onderspoeling en dat is tot de laatste restauratie in 1988 gebleven.
In 1584 werden beide molens verwoest door oorlogshandelingen tussen Staatse en Spaanse troepen. In 1633 kreeg Willem Ripperda tot Weldam toestemming de Oostendorper molen te herbouwen en dat deed hij op de huidige plek. De molen is in de eeuwen daarna vaak gerestaureerd.
Als afsluiting van de restauratie in 1988, werd de molen officieel in gebruik gesteld door de toenmalige minister Winsemius.

## Oliemolen

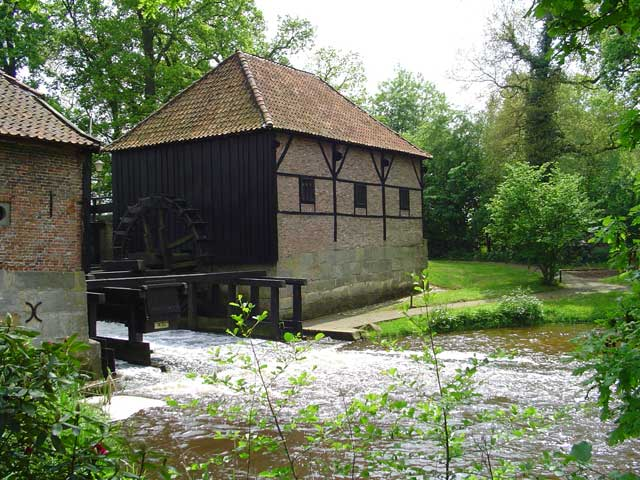
De oliemolen

Op 8 februari 1946 werd de oliemolen door een watervloed weggespoeld. In 1950 is hij herbouwd door architect Jan Jans.
De oliemolen heeft een slagblok met één slag- en één loshei, een koppel kantstenen en een vuister. Ook is er een door de wateras via een drijfriem aangedreven lijnkoekenbreker aanwezig.
Het waterrad van de oliemolen is 4,70 meter groot, 75 cm breed en heeft 24 houten schoepen. De houten wateras is 2,60 meter lang en 40x40 cm dik. Het aswiel heeft 66 kammen met een steek van 11 cm. Het wentelwiel heeft 52 kammen. De wentelas is 7 meter lang en 38 x 38 cm dik. Op de wentelas zitten twee aan twee spaken. Het kranswiel voor het steenwiel heeft 41 kammen met een steek van 10,5 cm. Het steenwiel heeft 53 kammen. De overbrengingsverhouding is 1: 0,98. Het kranswiel op de wentelas voor de aandrijving van het roerijzer van de vuister heeft 43 kammen met een steek van 7,5 cm. Het kranswiel voor de aandrijving van de spinbol heeft 32 kammen en de spinbol heeft 22 dollen. De overbrengingsverhouding naar het roerijzer is 1: 1,76.
In de oliemolen wordt olie uit lijnzaad, raapzaad, koolzaad en huttentut geslagen.

## Korenmolen
De waterraderen van de korenmolen zijn 4,70 meter groot, 75 cm breed en hebben 24 houten schoepen. De korenmolen heeft twee maalkoppels en een maalstoel. Daarnaast is er een pletter (walsenstoel) aanwezig die ook via een spoorwiel en twee kamraderen wordt aangedreven door een waterrad. De overbrenging naar de pletter is 1 : 11. Verder staat er een wanmolen.
In de korenmolen wordt haver, rogge en tarwe geplet en gemalen.

### Maalkoppels
De eerste van de twee waterraderen drijft via een spoorwiel twee maalkoppels aan met 15der (130 cm doorsnede) z.g. blauwestenen. De houten wateras is 6,30 meter lang en 40x40 cm dik. Het aswiel heeft 56 kammen met een steek van 12,5 cm. De door het aswiel aangedreven bonkelaar heeft 27 kammen. Het onderste spoorwiel heeft 78 kammen met een steek van 8,8 cm. Het bovenste spoorwiel heeft 48 kammen ook met een steek van 8,8 cm. De twee rondsels hebben 24 staven. Het kranswiel heeft 19 kammen en de twee tussenkamraderen 31 kammen.
De overbrengingsverhouding is 1:6,74.

### Maalstoel
Het achterste waterrad drijft een maalstoel aan. De houten wateras is 6,10 lang en 40x40 cm dik. Het aswiel van het waterrad voor de maalstoel heeft 80 kammen met een steek van 9,5 cm. De steenschijfloop heeft 13 staven. De overbrengingsverhouding is 1:6,15. De maalstoel heeft 16der (140 cm doorsnede) kunststenen.

## Fotogalerij

### Korenmolen

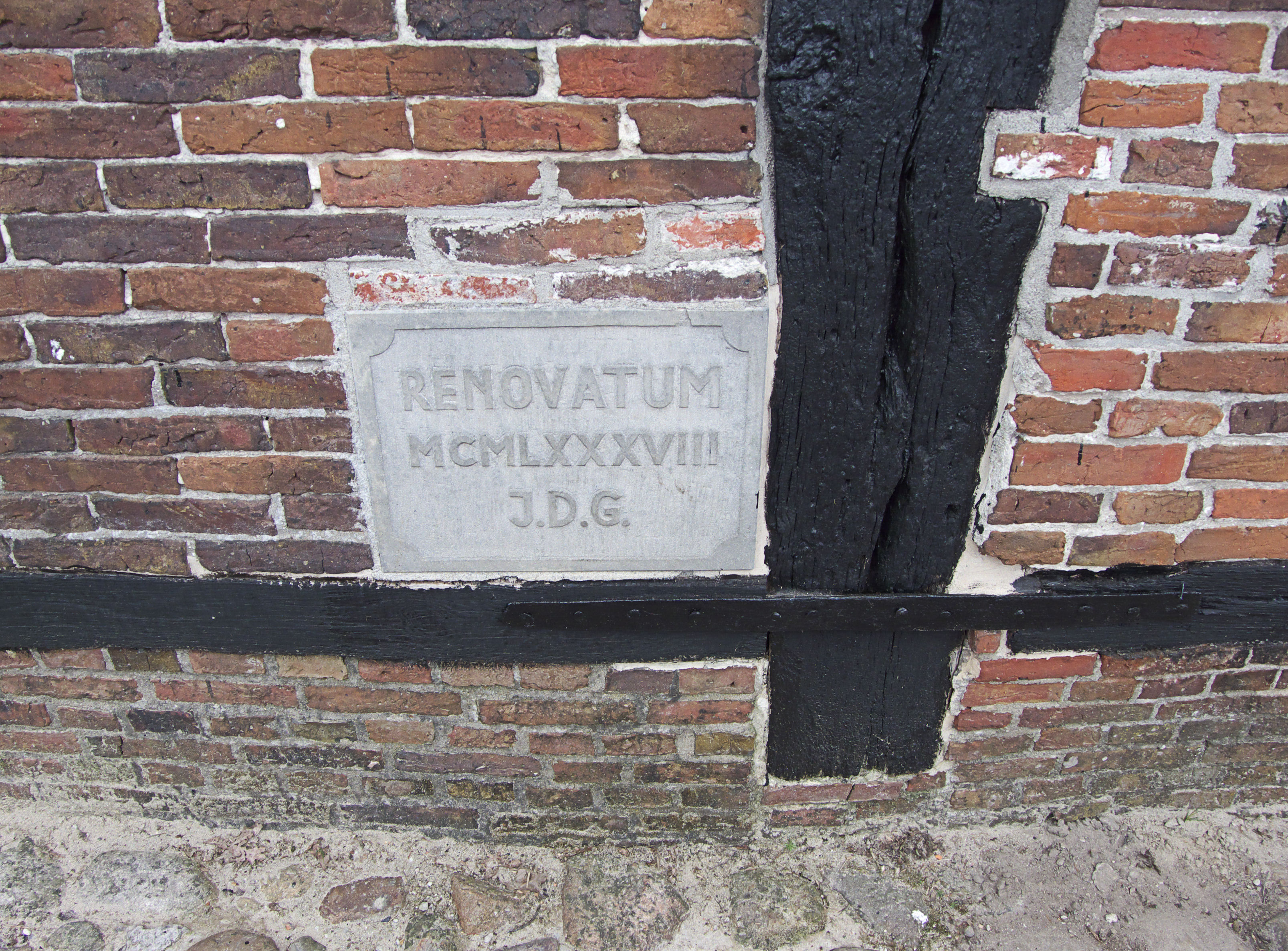
Gevelsteen uit 1988
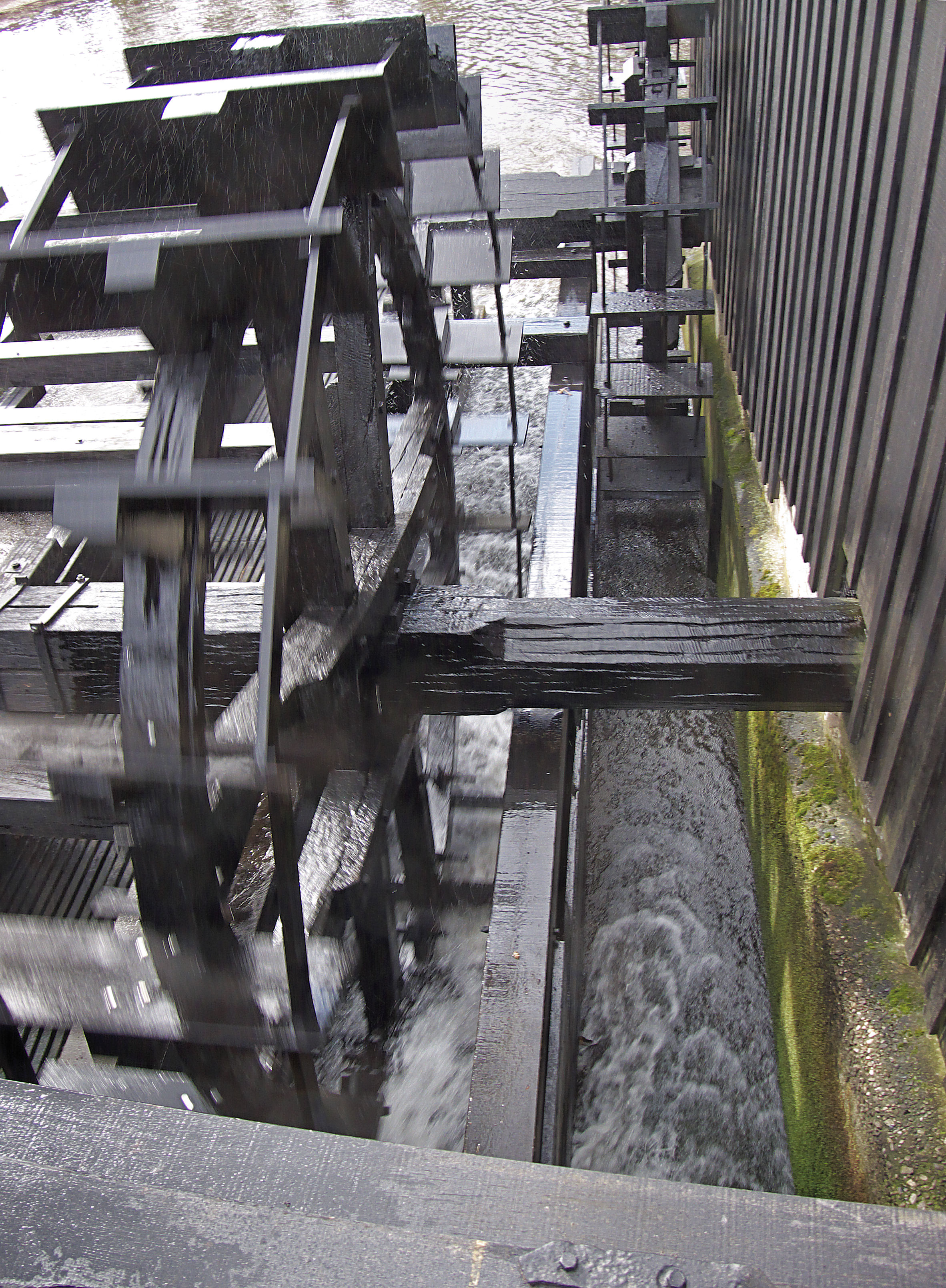
Waterraderen korenmolen
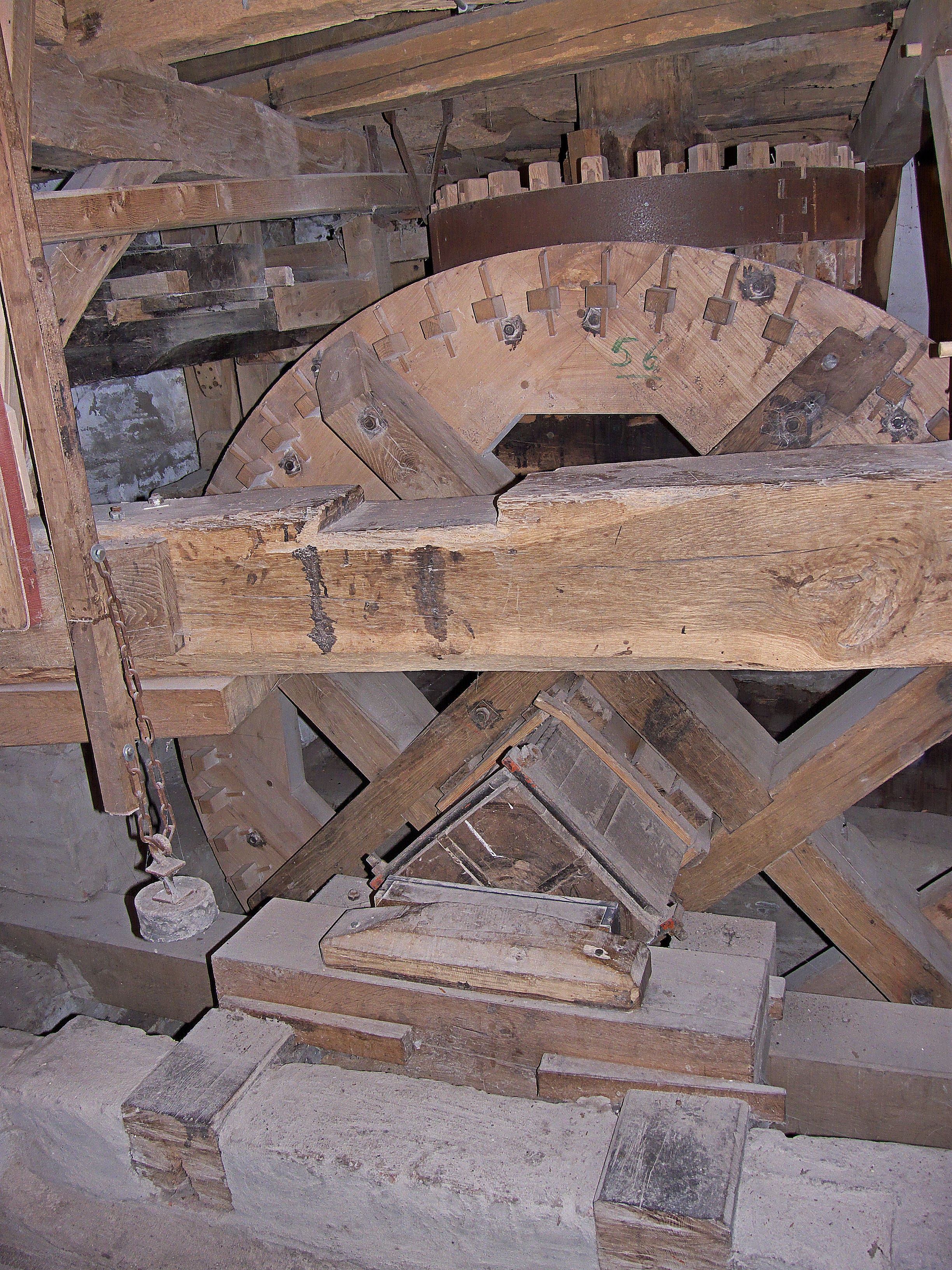
Aswiel voor aandrijving koningspil
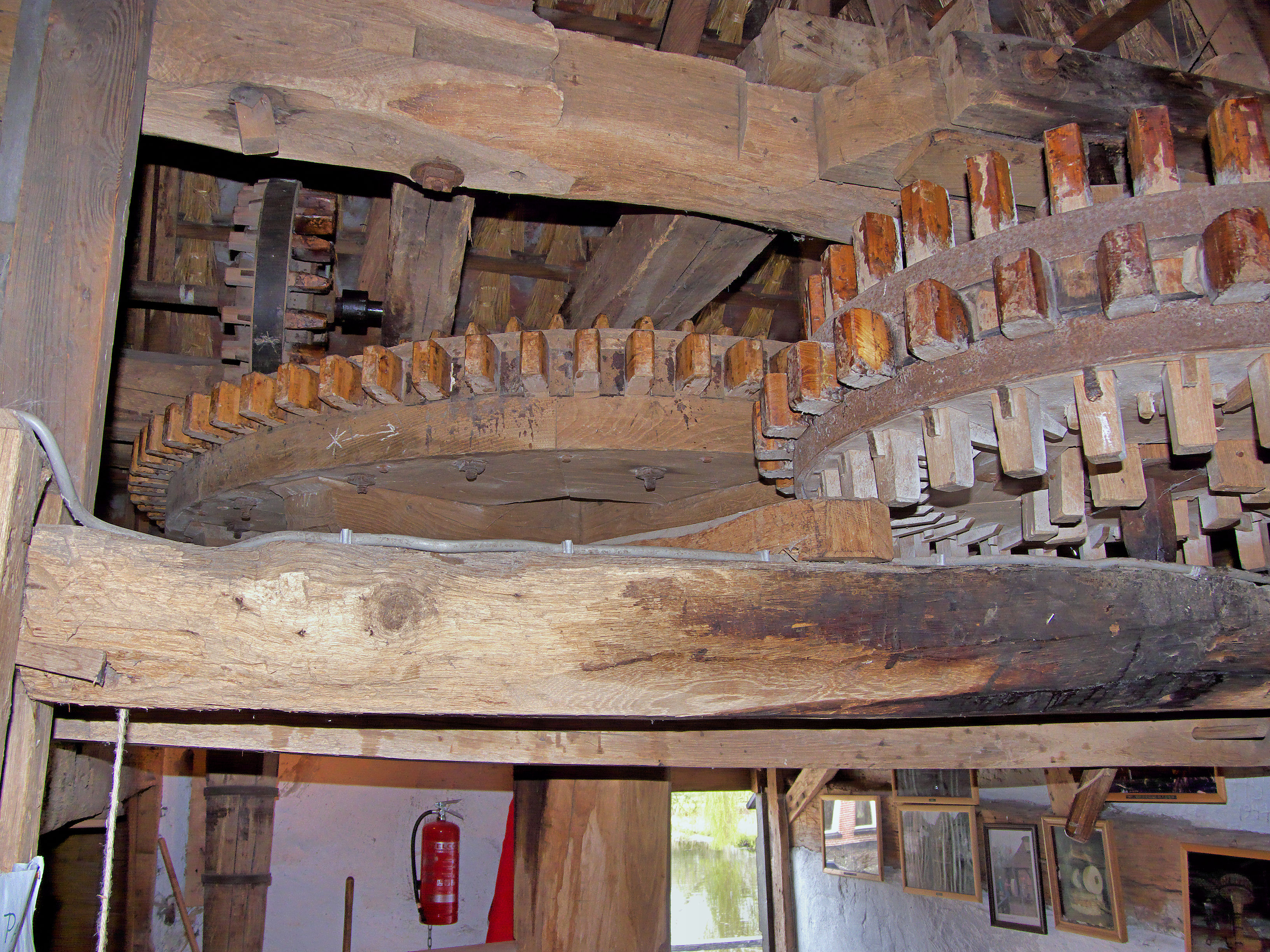
Spoorwiel op de achtergrond
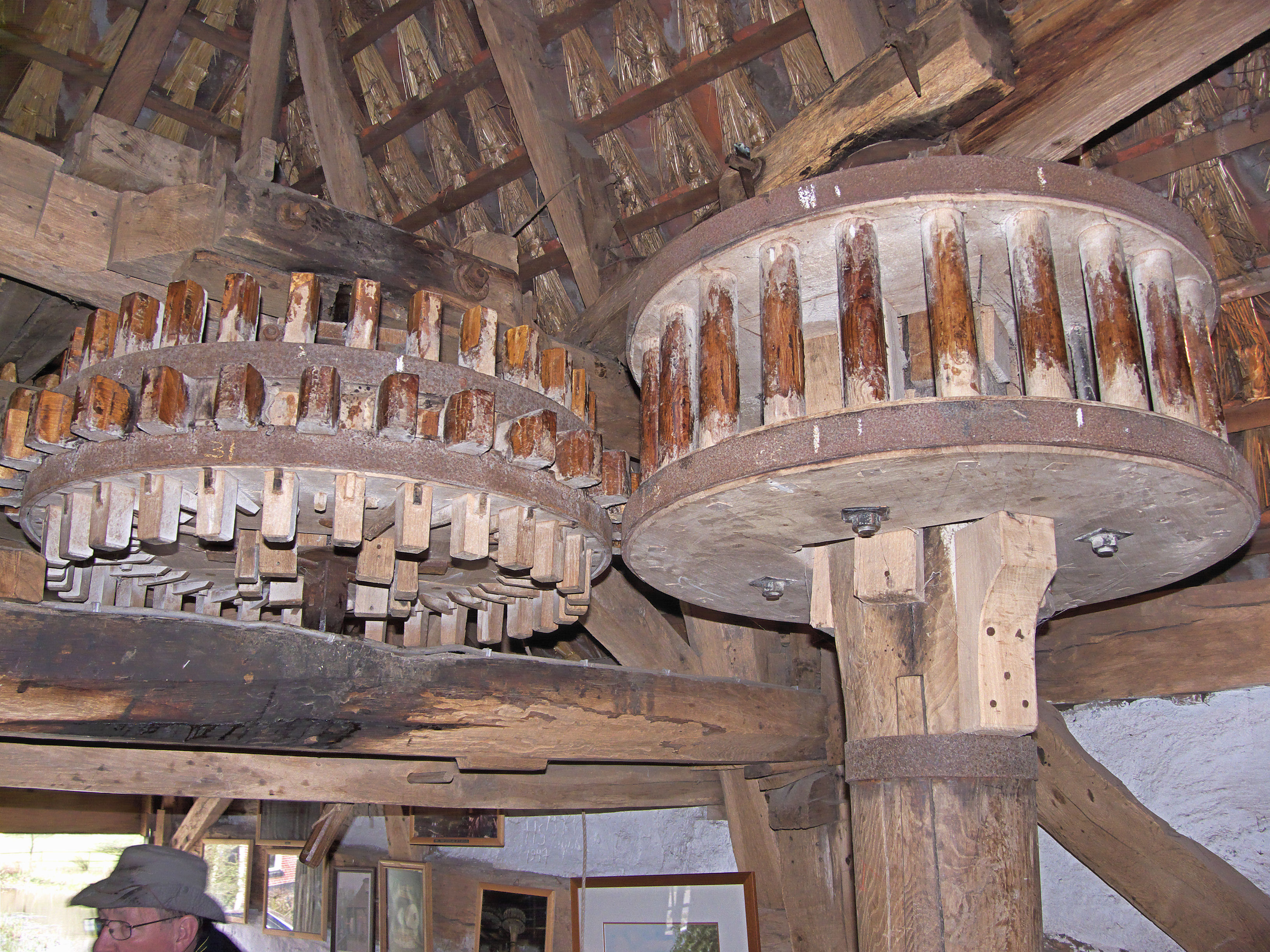
Kranswiel voor aandrijving steenspil
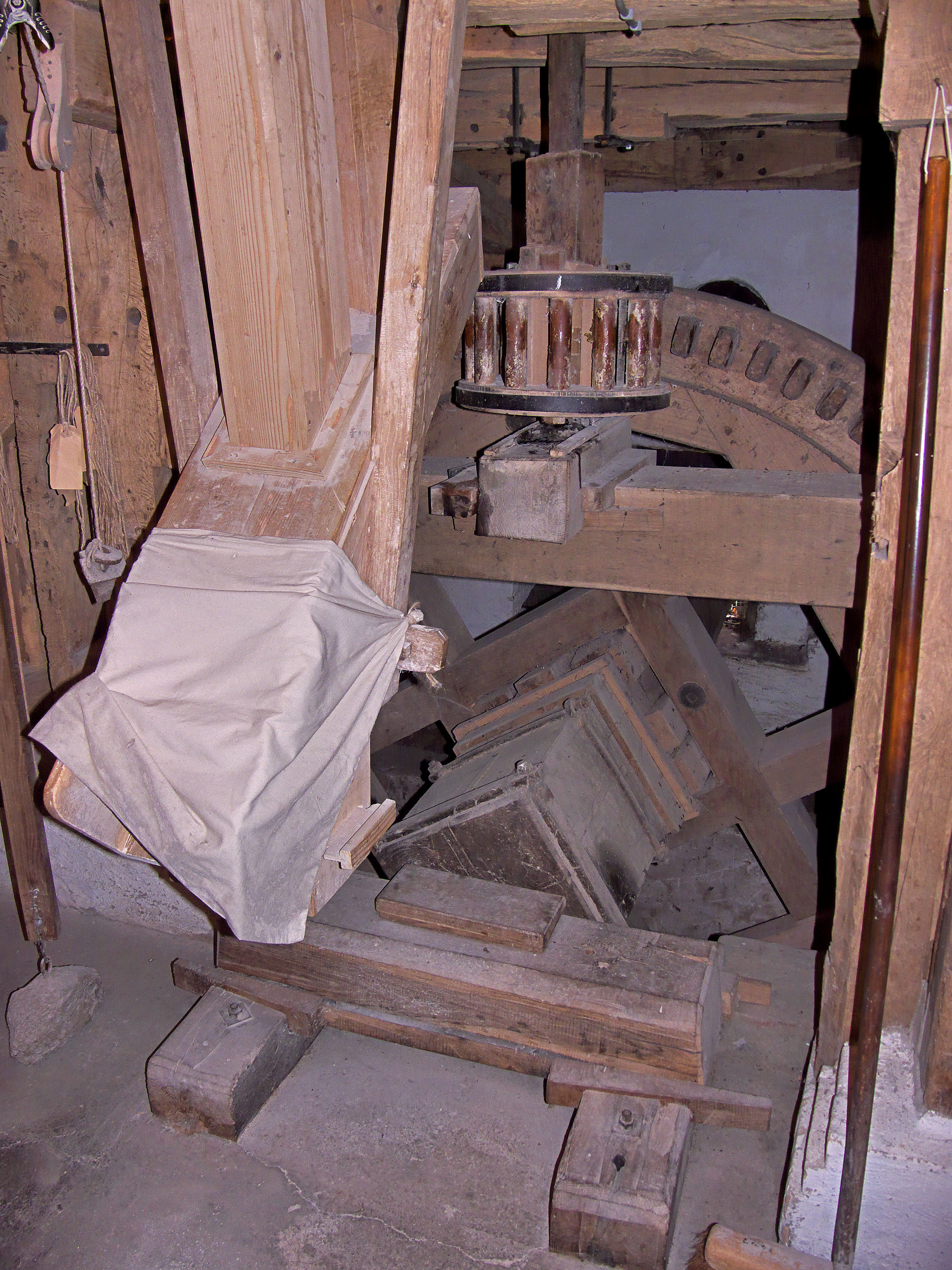
Onder aandrijving 3e maalstoel
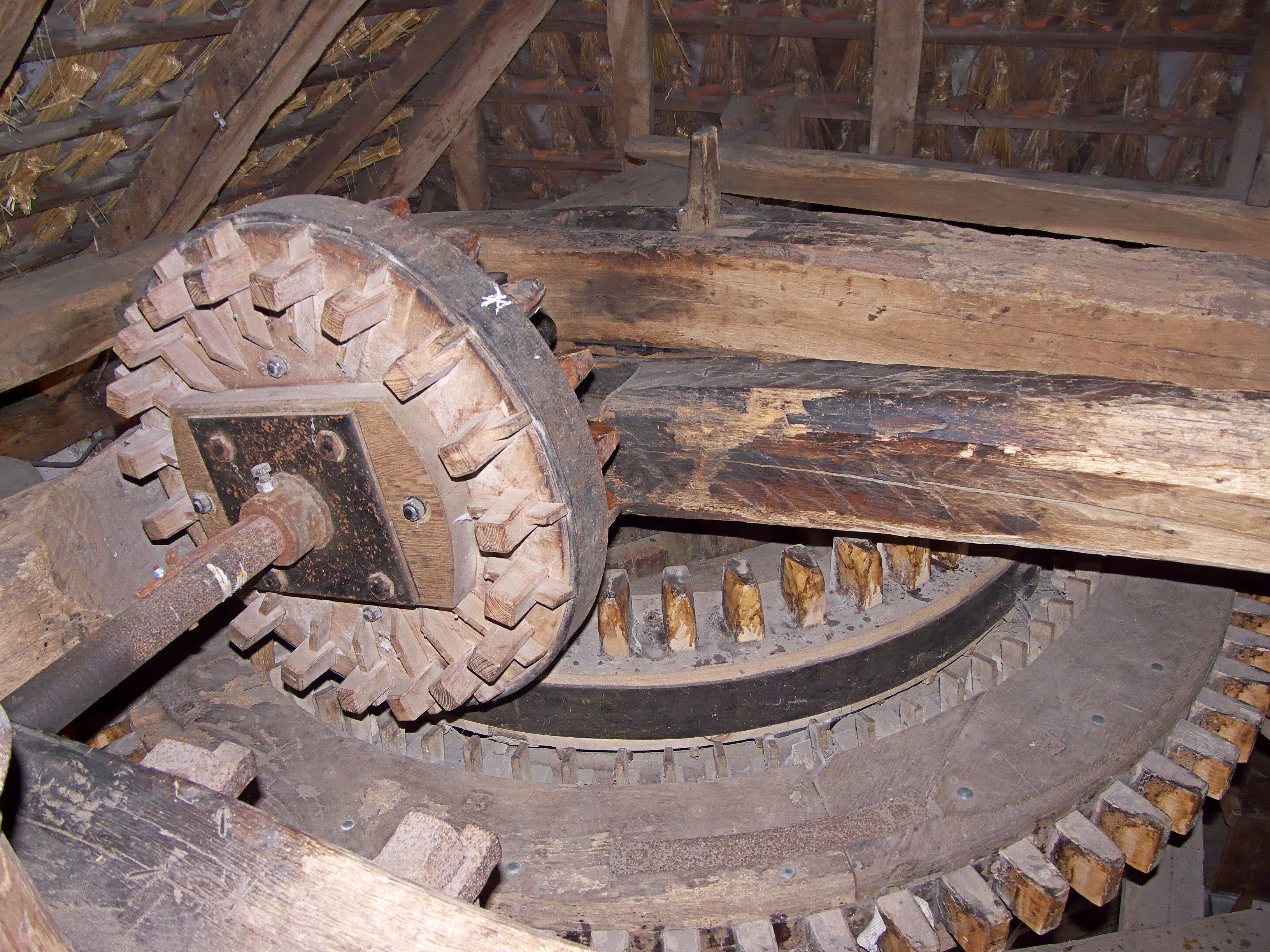
Kamraderen voor aandrijving naar pletter
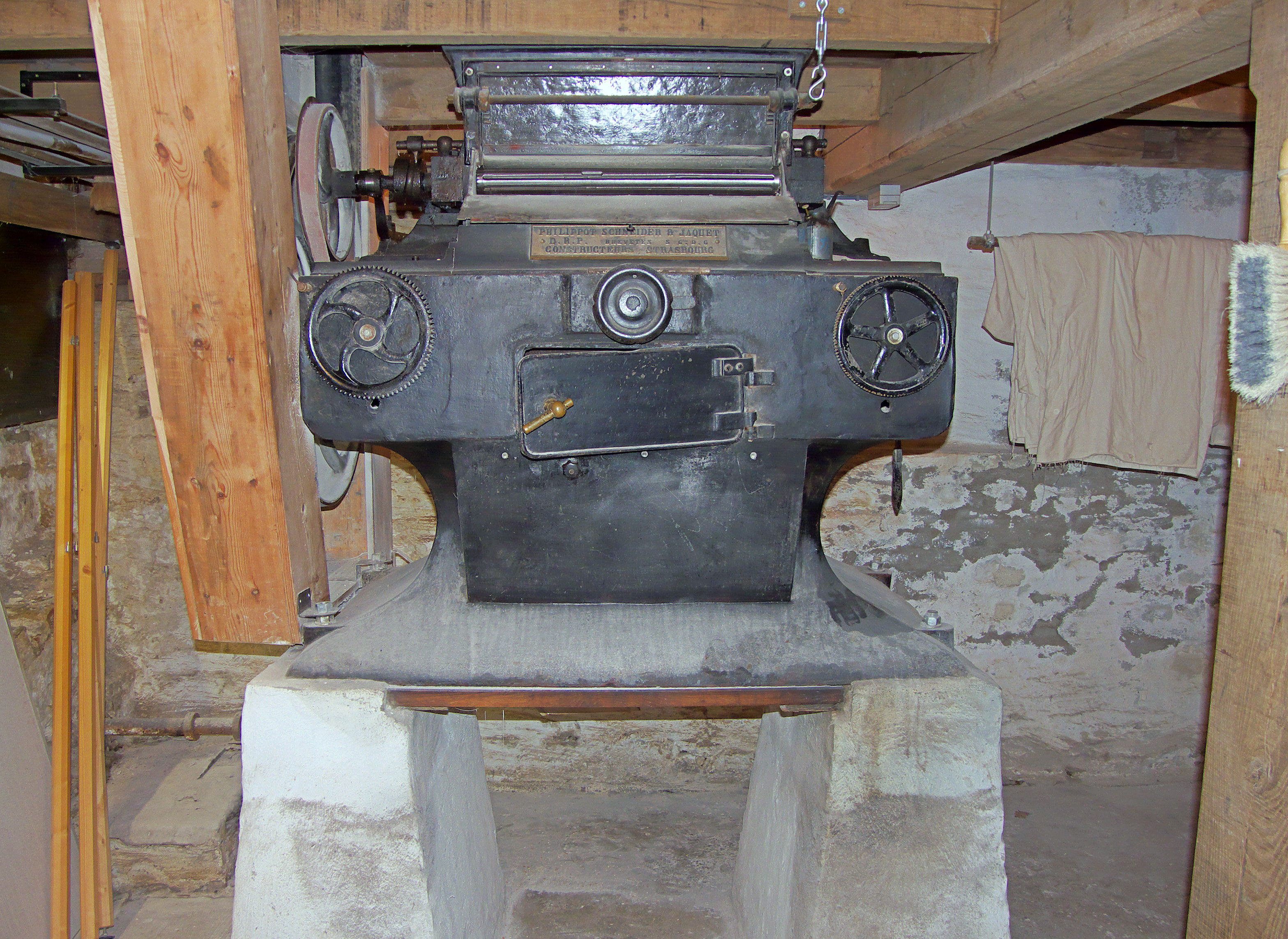
Pletter (walsenstoel)
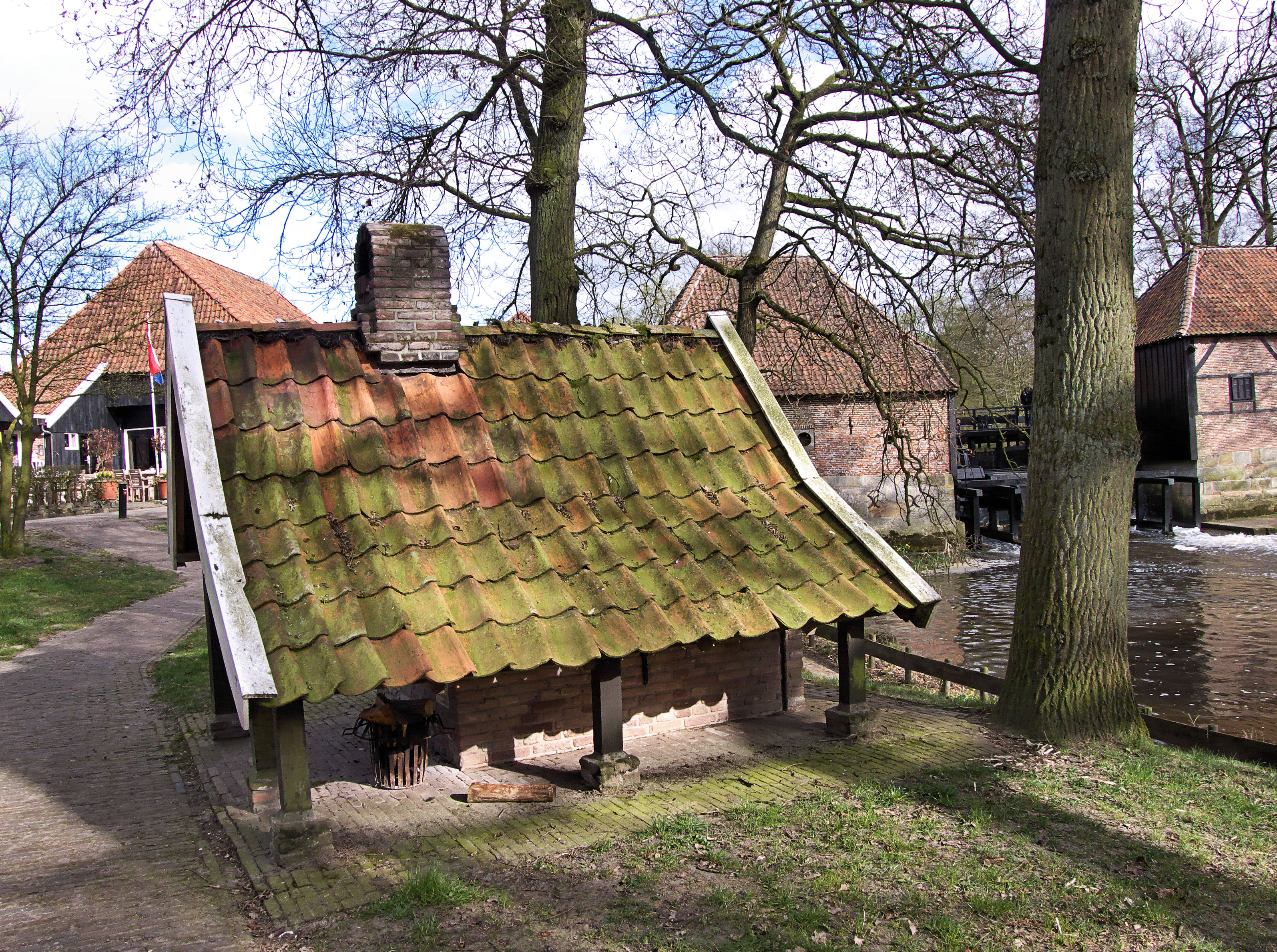
Bakspieker uit 1998

### Oliemolen

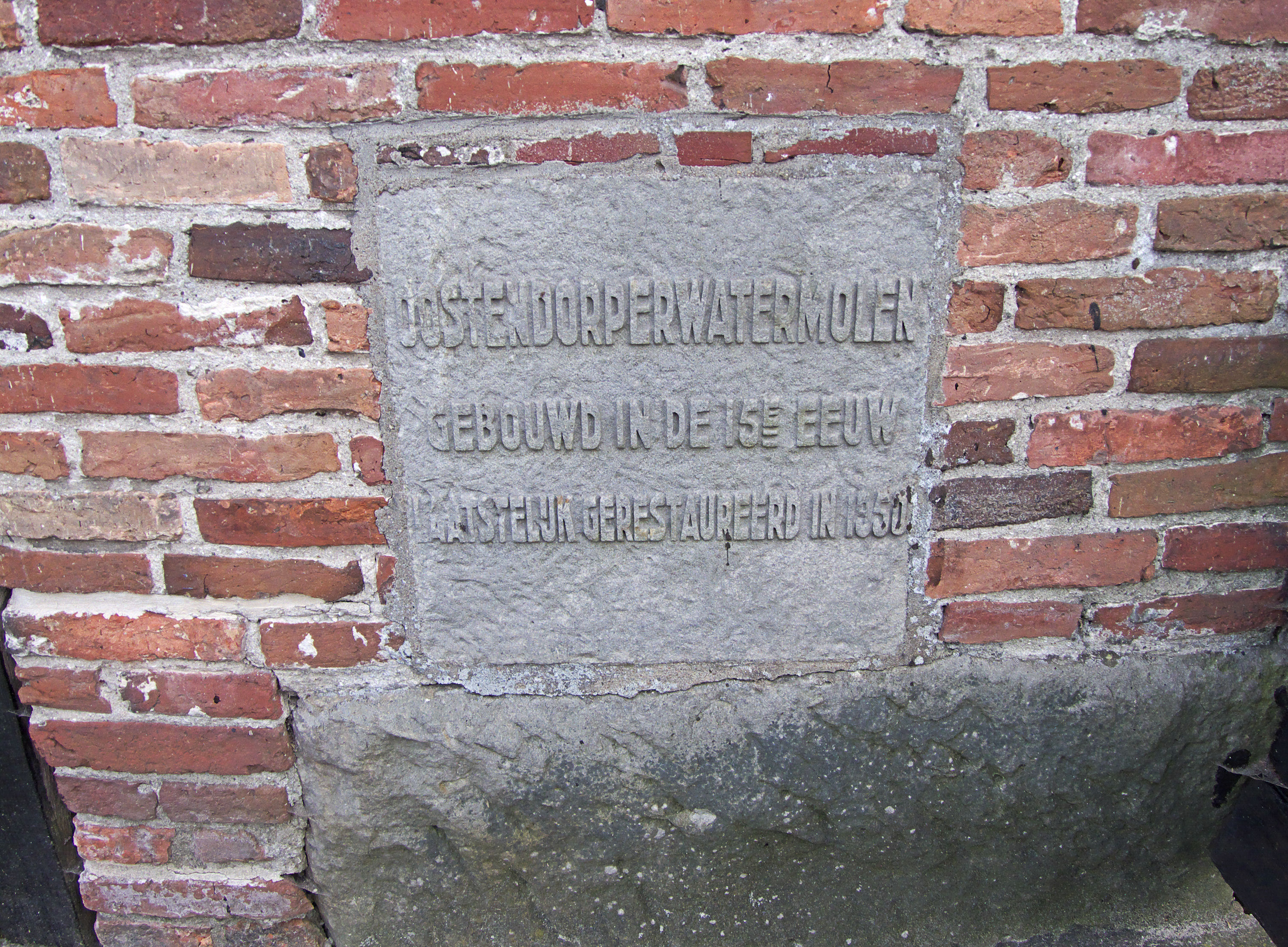
Gevelsteen uit 1950
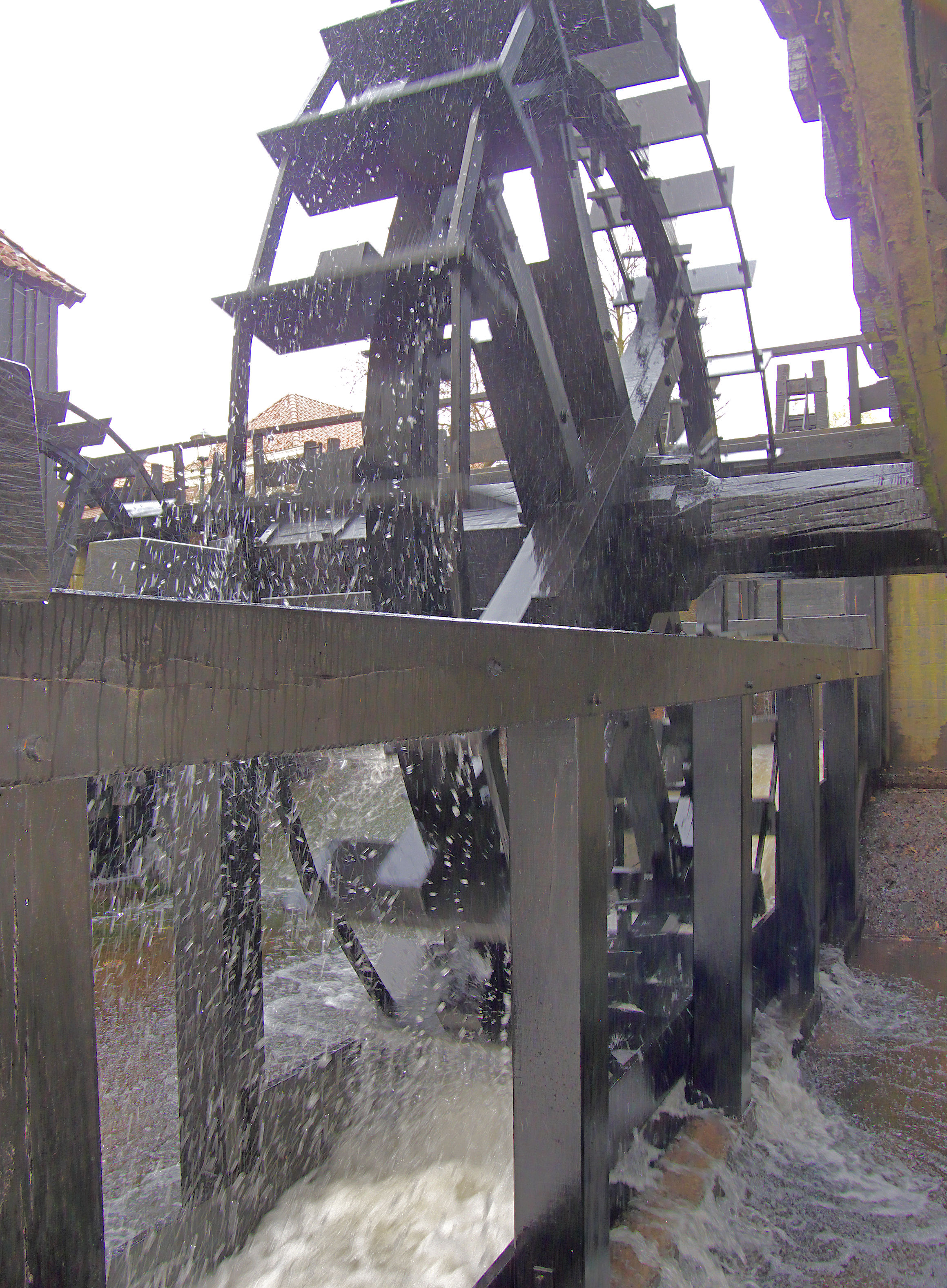
Waterrad
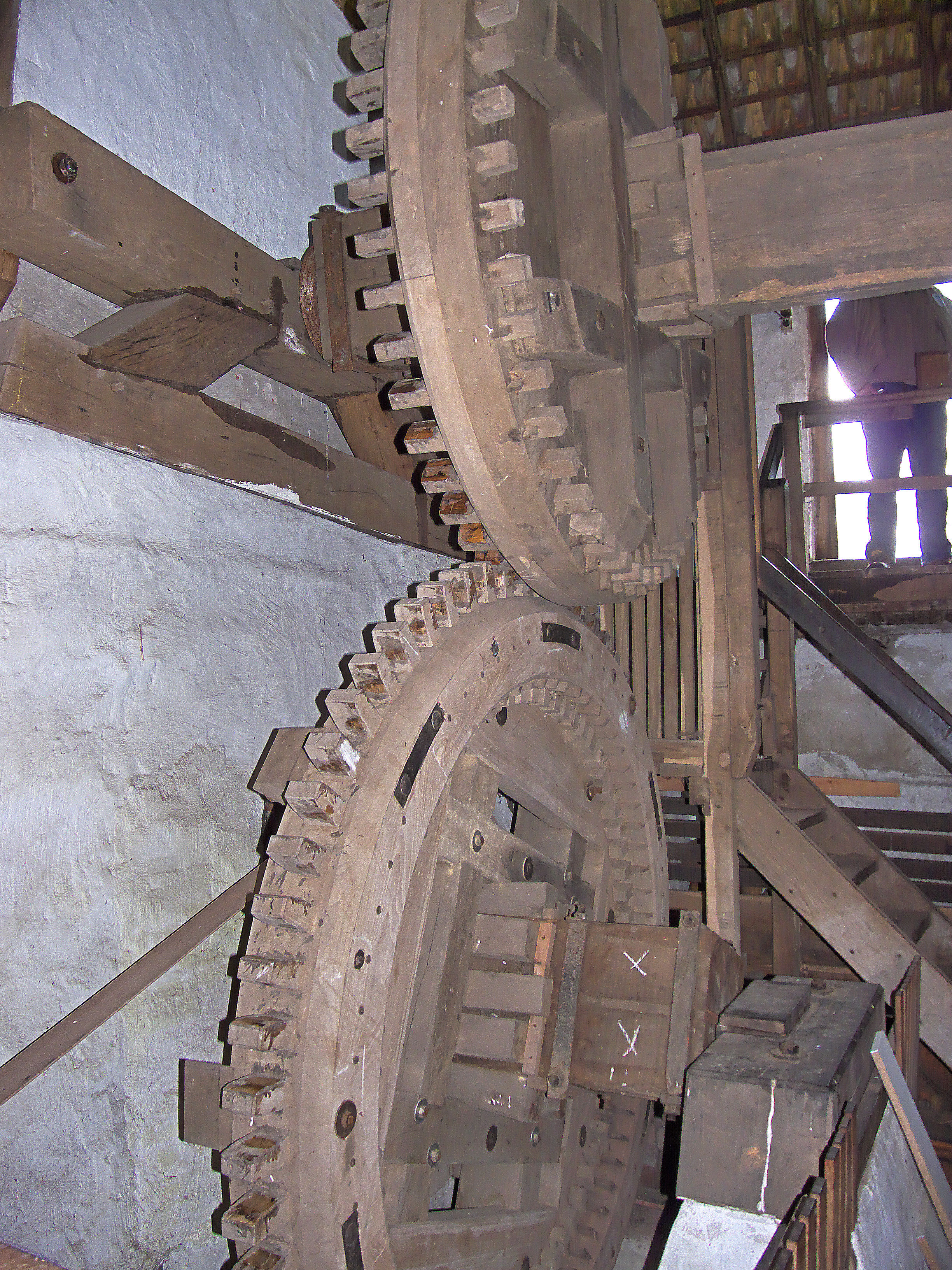
Aswiel en daarboven het wentelwiel
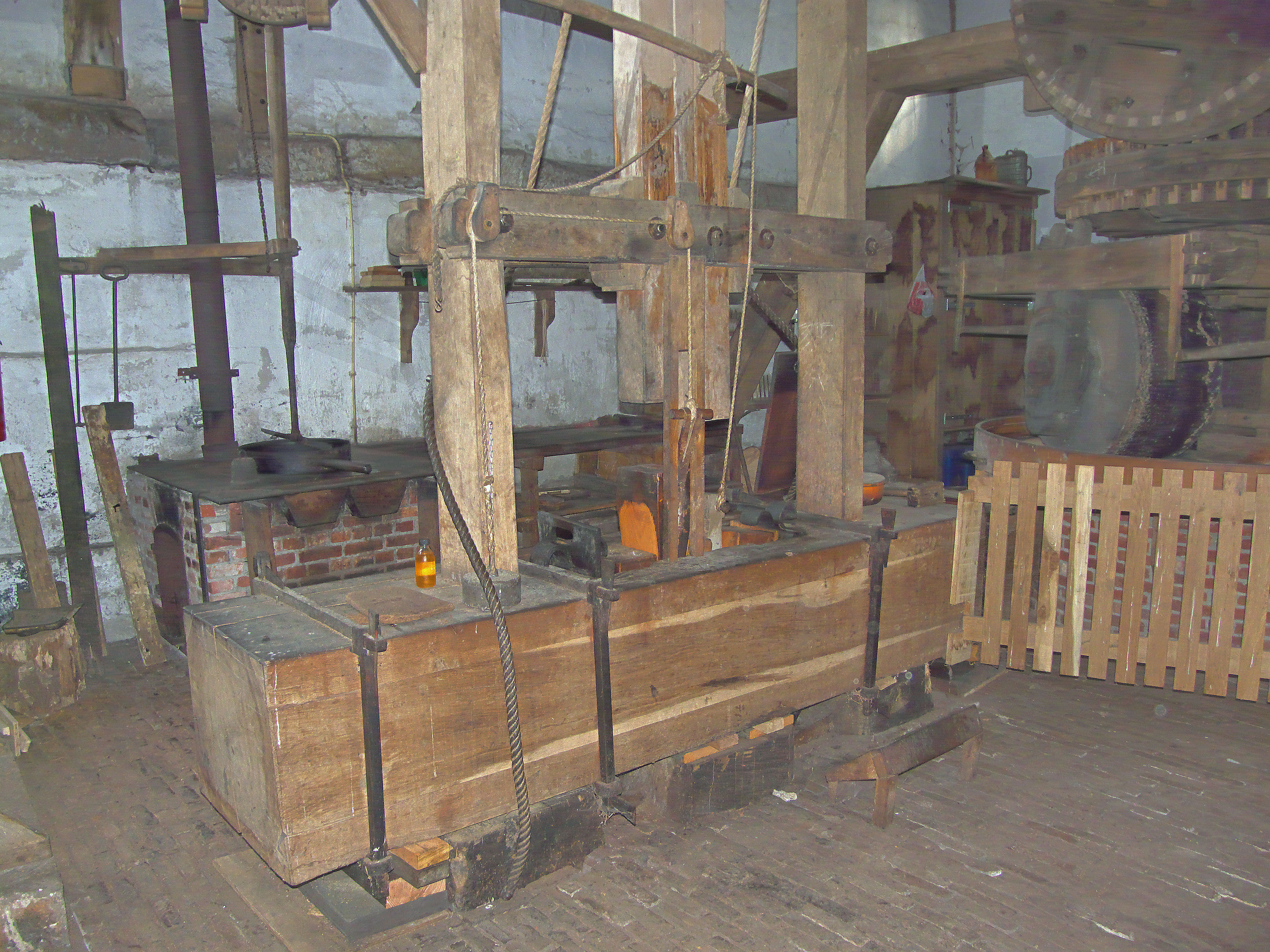
Slagblok met rechtsachter de kantstenen
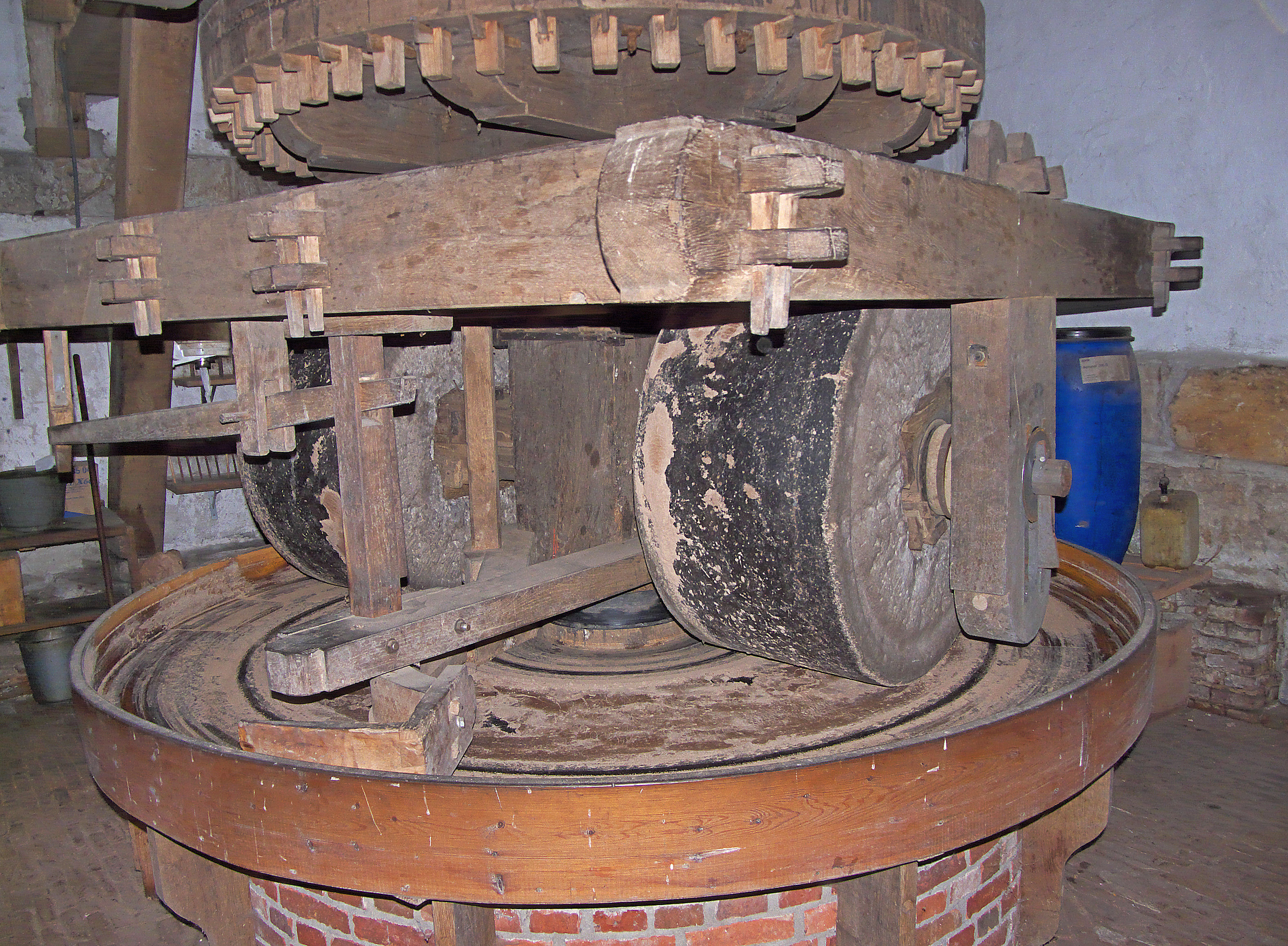
Kollergang
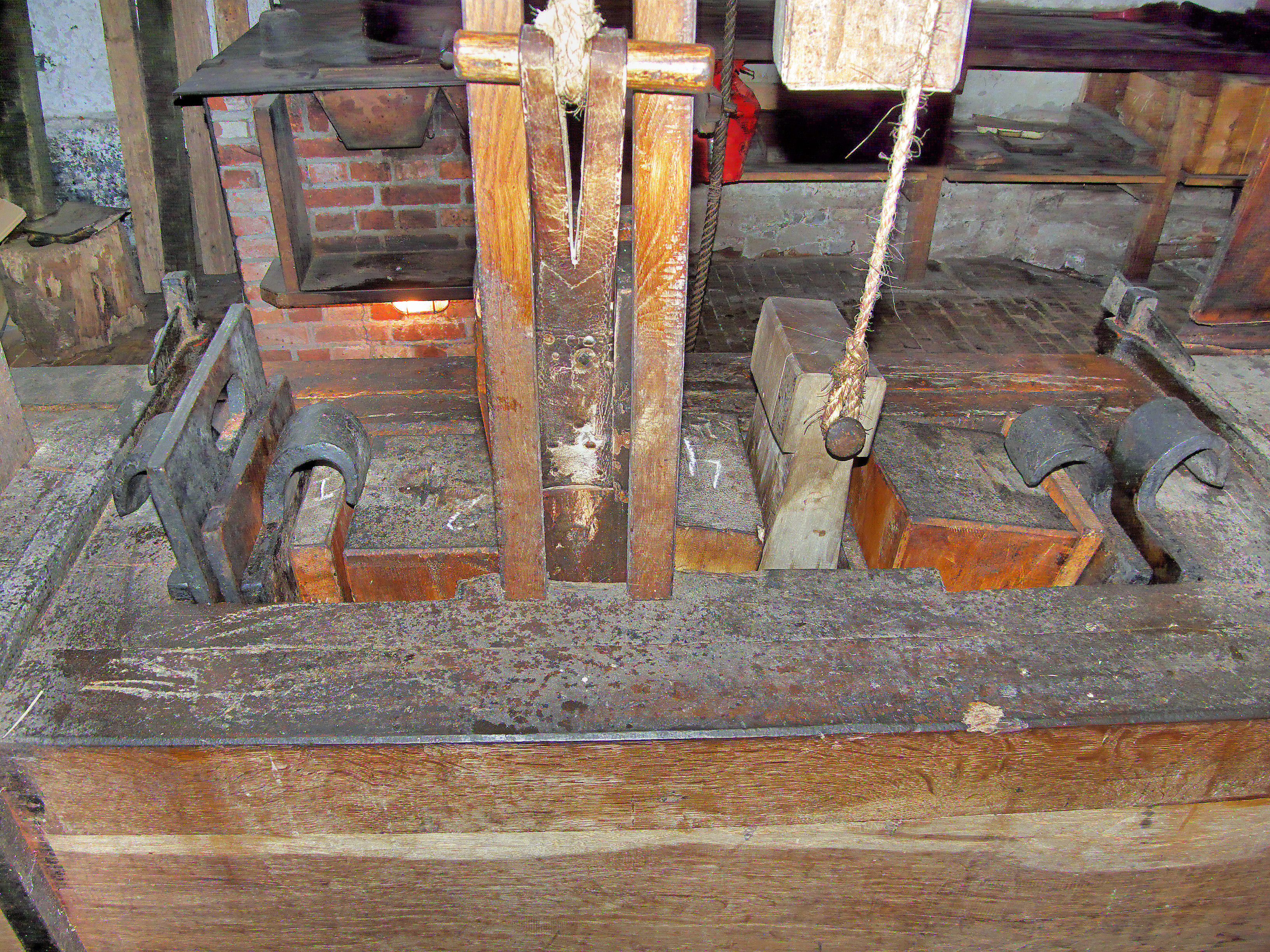
Laad
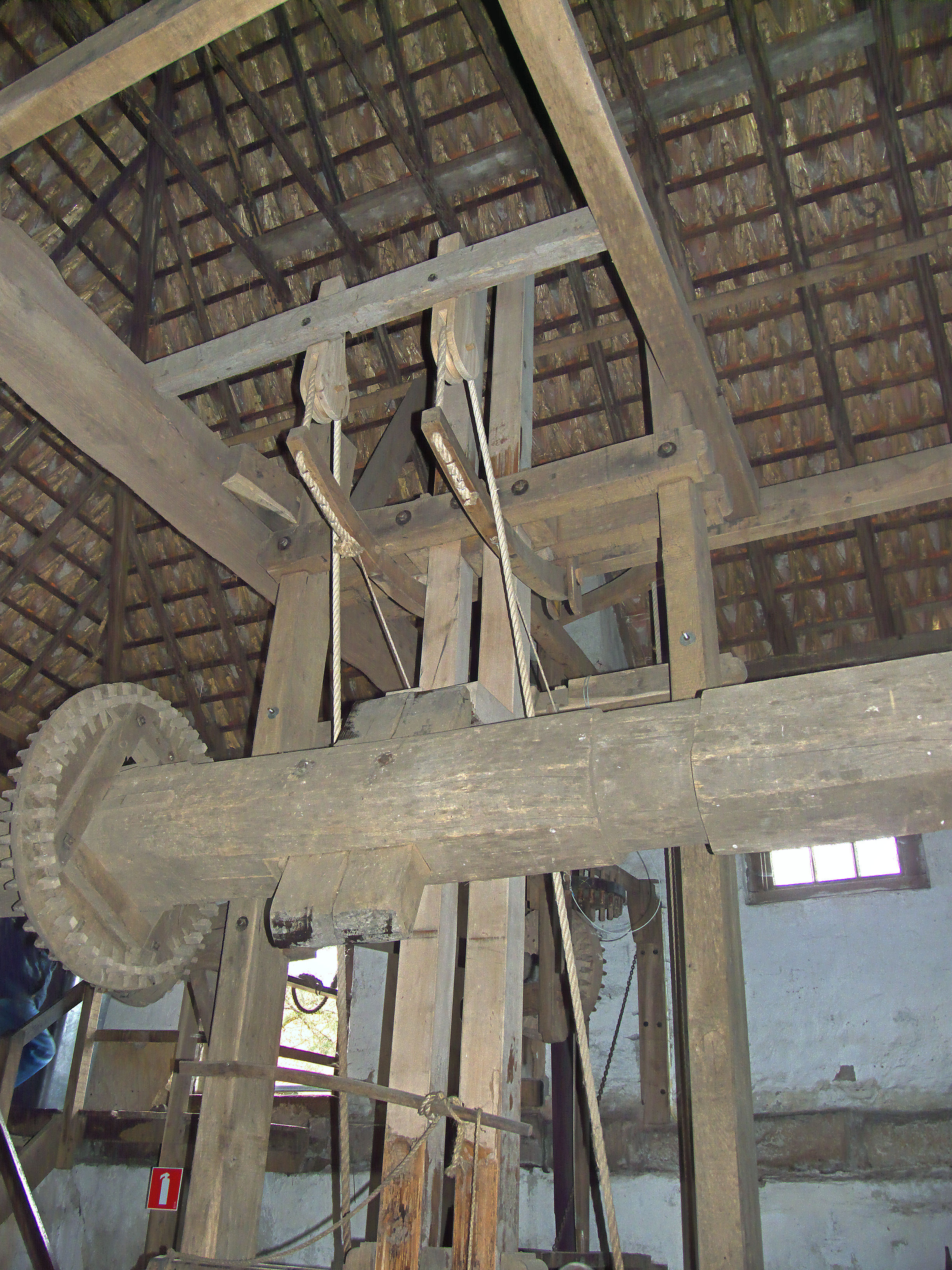
Heien met spaken op de wentelas
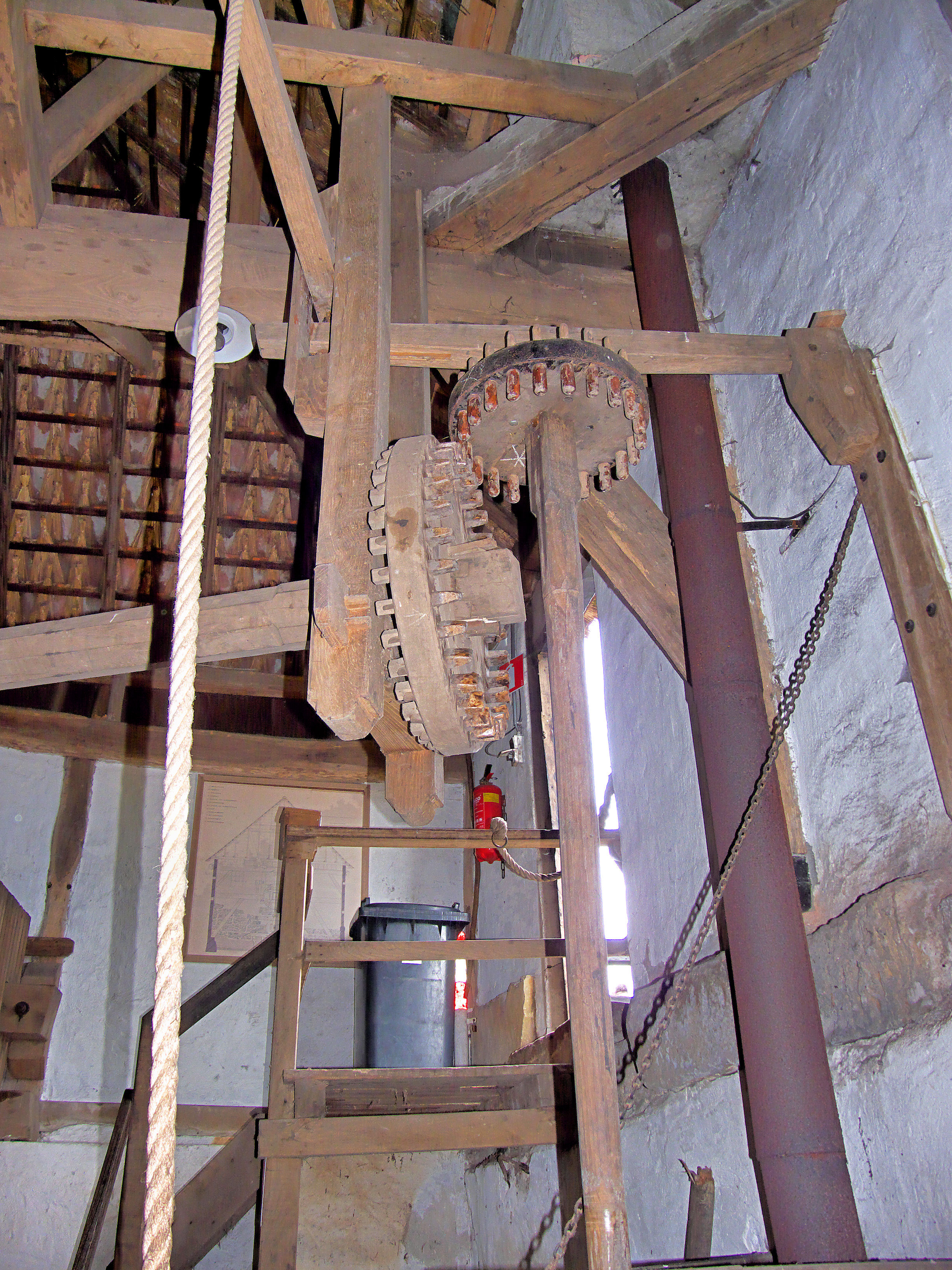
Kranswiel en dollenwiel van roerijzer vuister
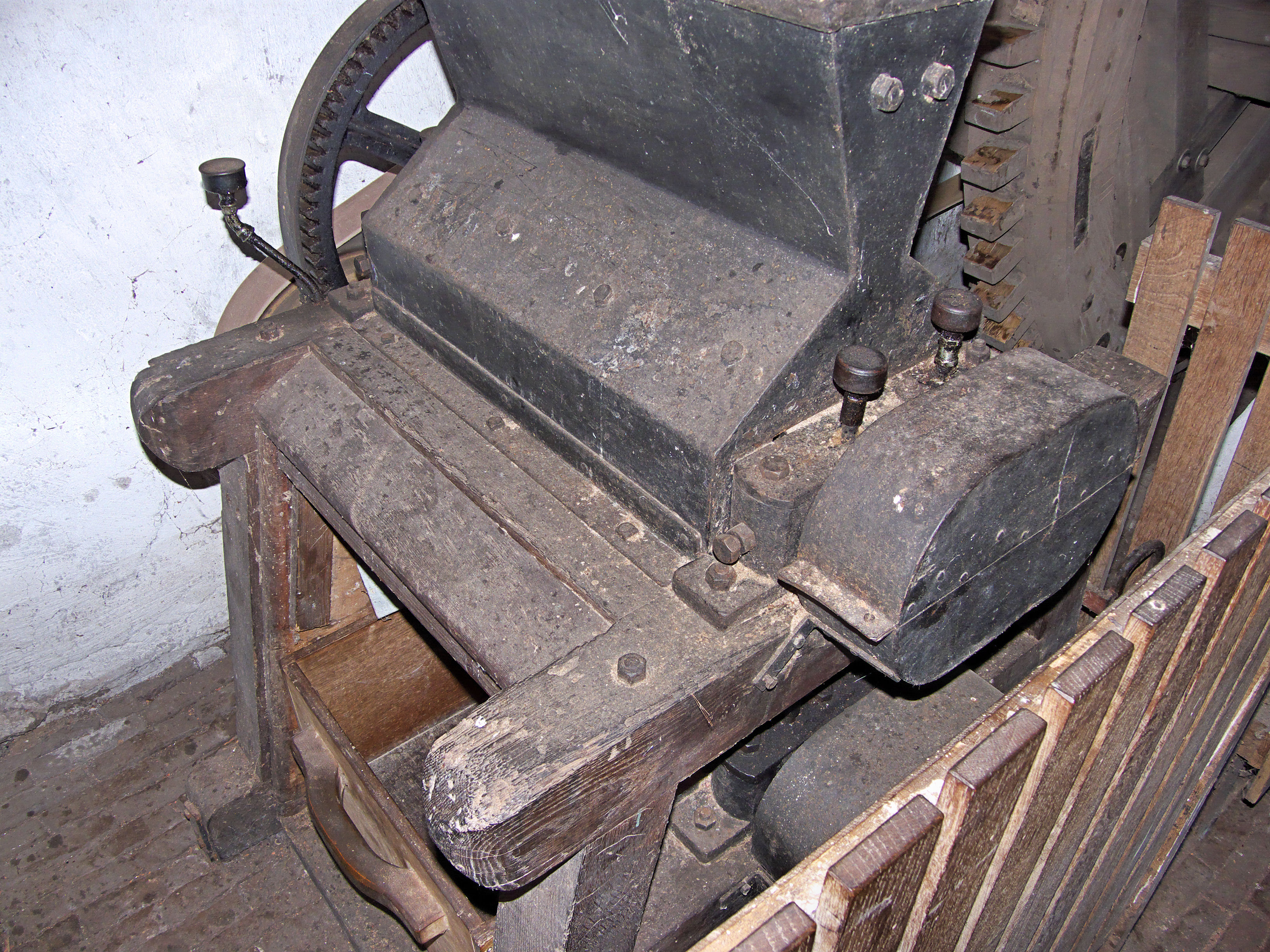
Koekenbreker aangedreven door poelie op wateras